# شنانعير
شنانعير أو شننعير، هي قرية لبنانية من قرى قضاء كسروان في محافظة جبل لبنان.
تبعد شننعير 30 كيلومتر عن بيروت عاصمة لبنان. ترتفع 380 مترا عن سطح البحر وتمتد على مساحة 229 هكتاراً (2.29 كيلو متر مربع).